# Isodontia diodon
Isodontia diodon är en biart som först beskrevs av Kohl 1890.  Isodontia diodon ingår i släktet Isodontia och familjen grävsteklar. Inga underarter finns listade i Catalogue of Life.